# Chế Lan Viên
Chế Lan Viên (n. 14 ianuarie 1920, Quảng Trị⁠(d), Quảng Trị, Vietnam – d. 19 iunie 1989, Thành phố Hồ Chí Minh, Vietnam) a fost un scriitor din Vietnamul de Sud.

## Opera
- 1937: Ruine ("Điêu tàn");
- 1942: Steaua de aur ("Vàng sao");
- 1960: Lumină și pământ ("Ánh sáng và phù sa");
- 1967: Oasele dragonului ("Xư ơng rôńg");
- 1967: Flori obișnuite ("Hoa ngày thường");
- 1967: Pasărea furtunii ("Chim báo bão").